# Daror
Daror (auch Darror, Darar, Ge'ez ዳሮር) ist ein Ort in der Woreda Aware in der Degehabur-Zone der Somali-Region in Äthiopien.
Nach Angaben der Zentralen Statistikagentur Äthiopiens für 2005 hatte Daror 14.016 Einwohner. 1997 waren von 9.397 Einwohnern 99,47 % Somali, 50 Einwohner gehörten anderen ethnischen Gruppen an.
In Daror wurde 1988 eines von drei Lagern für Flüchtlinge aus Somalia in Aware eingerichtet (die anderen beiden befanden sich in Camaboker und Rabasso). Das Flüchtlingslager beherbergte vorwiegend Angehörige der Habar-Yunis-Garhajis- und Habar-Ja'lo-Isaaq-Clans aus dem nahegelegenen Nordsomalia/Somaliland, die vor den Kämpfen zwischen der Staatsarmee und den SNM-Rebellen geflohen waren. Die drei Aware Camps waren schlechter ausgestattet als die Lager von Hartisheik, Derwonaji und Teferi Ber/Awbere, da sie weiter östlich vom Logistikzentrum Jijiga lagen und damit schwerer zu versorgen waren. Die Einwohnerzahl des Lagers von Daror sank von anfangs rund 32.000 auf 12.000 im September 1994, nach einer erneuten Verschärfung der Lage in Somalia im November desselben Jahres stieg sie wieder auf 49.000. Ende 2001/Anfang 2002 konnte das Lager geschlossen werden, da die meisten Flüchtlinge freiwillig zurückkehrten.
Daror liegt an einer bedeutenden Route für den Viehhandel von der äthiopischen Somali-Region über Nordsomalia/Somaliland in die arabischen Staaten. Die Wirtschaft des Ortes wurde daher stark beeinträchtigt, als Saudi-Arabien 1998 den Import von Vieh aus Nordostafrika stoppte.